# Medalla Militar (França)
La Medalla Militar (Médaille Militaire) és una condecoració francesa, instituïda per Louis-Napoléon Bonaparte (més tard Napoleó III, llavors President de la Segona República Francesa) el 22 de gener de 1852 i atorgada a sots-oficials y tropa pel llarg servei i les accions de valentia.
Segons el seu codi actual (1962) s'atorga a:
- aquells amb 8 any de servei.
- aquells que hagin estat citats a l'orde de l'exèrcit, sense importar l'antiguitat
- aquells que han estat ferits per l'enemic
- aquells que han realitzat un acte de valentia mereixedor de recompensa.

Ocupa el 3r lloc dins la jerarquia de les condecoracions franceses, darrere de la Legió d'Honor i l'Orde de l'Alliberament; però com que l'Orde de l'Alliberament està intrínsecament lligat a la II Guerra Mundial i en vies de desaparició, la Medalla Militar ocupa el 2n lloc de fet.
En un principi s'establí per donar un plus d'equitat a les condecoracions, donat que la Legió d'Honor, oberta a tots els graus des de la seva creació, s'havia convertit en privilegi dels oficials, car la tropa la rebia molt rarament. Per un atre costat, al desaparèixer el Médaillon de Vétérance (Medalló de Veterans) cap condecoració recompensava l'antiguitat al servei de la tropa.
El 13 de juny de 1852 es decidí que els mariscals de França la lluirien de manera excepcional, així com aquells generals que hagin estat ministres o hagin estat comandants en cap. I posteriorment (20 d'octubre de 1888 i 24 de novembre de 1909), els Comandants de Cos d'Exèrcit amb la Gran Creu de la Legió d'Honor que hagin exercit el comandament durant 2 triennis o que hagin estat al Consell Superior de la Guerra; y després als generals de divisió que hagin comandat un cos d'exèrcit per un període mínim de 3 anys o hagin exercit altes funcions al Consell Superior de la Guerra y hagin rendit serveis excepcionals a l'organització de la defensa nacional.
Pot ser atorgada a estrangers, sempre que serveixin a l'exèrcit francès.

## Disseny
Una medalla rodona de plata, amb un trofeu d'armes al damunt. A l'anvers hi ha un medalló daurat amb l'efígie de la República coronada de llorer, amb un anell d'esmalt blau amb la llegenda "République Française" en lletres daurades. Al voltant hi ha una corona de llorer daurat.
Al revers, sobre el medalló hi ha la inscripció "Valeur et Discipline" (Valor i Disciplina), i sobre l'anell d'esmalt no hi ha cap inscripció.
Penja d'un galó groc (originalment taronja), amb una franja de 6mm verd clar als costats.
| 2n Imperi 1852–1870              | III República 1870–1940            | IV República 1946–1958             | V República 1958–present          | Revers comú a totes les variants |
| -------------------------------- | ---------------------------------- | ---------------------------------- | --------------------------------- | -------------------------------- |
| Medalla Militar del Segon Imperi | Medalla Militar de la 3ª República | Medalla Militar de la 4ª República | Medalla Militar de la V República | Revers de la Medalla Militar     |

## Receptors il·lustres
Entre els que l'han rebut figuren Ferdinand Foch, Philippe Pétain, Jean de Lattre de Tassigny, Alphonse Juin o Philippe Leclerc; i entre els estrangers, Albert I de Bélgica (9-4-1914); el Mariscal John Denton Pinkstone French, comandant de les forces britàniques (9-2-1915); Víctor Manuel III, rei d'Itàlia (9-8-1917); el mariscal sir Douglas Haig, comandant de les forces britàniques (17-8-1918); Alfons XIII, rei de España (22-4-1920); el general John Joseph Pershing, comandant en cap de l'exèrcit dels Estats Units (15-9-1920); el general Miguel Primo de Rivera, dictador d'España (9-2-1926); Franklin Delano Roosevelt, President dels Estats Units (8-4-1947); Sir Winston Churchill, (8-5-1947); Dwight David Eisenhower, President dels Estats Units, (19-5-1952) o el mariscal Josip Broz "Tito", President de Iugoslàvia (5-5-1956)